# Meda (nautica)

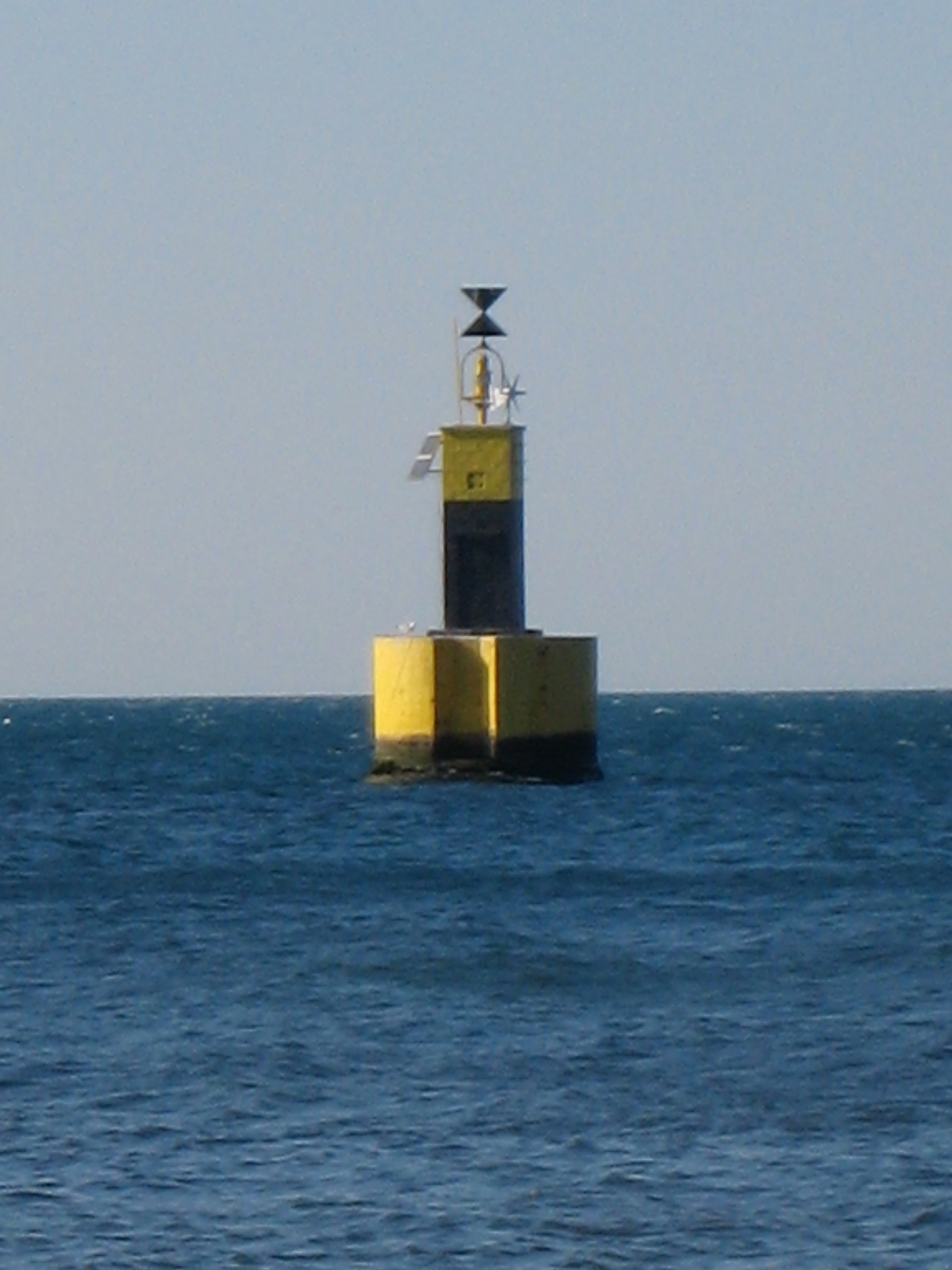
Una meda che segnala una secca al largo di un promontorio.

Le mede sono dei segnalamenti marittimi ottici, di tipo diurno, assieme ai fanali e alle boe.
Si tratta di punti di riferimento artificiali posti in mare per la sicurezza della navigazione e realizzati in muratura, calcestruzzo o acciaio (generalmente a forma di palo, pilastro o traliccio).
A differenza delle boe che sono sostanzialmente dei galleggianti ancorati, le mede sono fissate saldamente al fondale marino (non particolarmente profondo) o su scogli affioranti o semi-sommersi.
Secondo la documentazione della Marina Militare, lungo le coste italiane esistono principalmente due tipi di mede fisse: la prima tipica della laguna Veneziana, costituita da una struttura fissa poggiante su palafitta, ed una seconda costituita da un semplice palo infisso nel fondale.
Le mede elastiche, invece, sono ancorate tramite un sistema di aste metalliche collegate fra loro da giunti, in modo che la porzione emergente, legata ad un galleggiante, possa muoversi verticalmente o oscillare in modo da mantenere visibile il segnale, anche in presenza di un consistente moto ondoso.